# Megalamphodus bentosi
Megalamphodus bentosi (Synonym: Hyphessobrycon bentosi) ist eine kleine, im Amazonasbecken weit verbreitete Salmlerart. Die Terra typica der Art liegt bei Igarapé Curuçamba 8 km entfernt von Óbidos im brasilianischen Bundesstaat Pará.

## Merkmale
Megalamphodus bentosi erreicht eine Länge von etwa 4,5 cm und hat einen mäßig hohen, seitlich stark abgeflachten Körper, der 2,67 bis 3,17 (⌀ 2,85) so lang wie hoch ist, wobei die Rückenlinie stärker gebogen ist als die Bauchlinie. Die größte Körperhöhe liegt kurz vor dem Beginn der Rückenflosse. Durch die olivbraune Grundfärbung kann die Art von der rötlich gefärbten Art Hyphessobrycon jackrobertsi unterschieden werden. Von Megalamphodus rosaceus lässt sich Megalamphodus bentosi durch die fehlende Weißfärbung der ersten Flossenstrahlen und Flossenspitzen von Afterflosse und Bauchflossen unterscheiden. Die Höhe von Rücken- und Afterflosse von Männchen und Weibchen sind bei Megalamphodus bentosi ähnlich, während die Männchen von H. jackrobertsi und Hyphessobrycon paepkei deutlich höhere unpaare Flossen haben und somit ein ausgeprägter Sexualdimorphismus vorhanden ist. Die Schwanzflosse ist tief gegabelt. Eine Fettflosse ist vorhanden. Zurückgelegt reicht die Rückenflosse nicht bis zur Fettflosse. Die Maxillare von Megalamphodus bentosi ist mit 3 bis 8 Zähnen besetzt, wobei die Anzahl der Zähne mit zunehmendem Alter steigt.
- Flossenformel: Dorsale ii/9, Anale iii/23-26, Ventrale ii/7, Pectorale i/12, Caudale 1/9–8/1.
- Schuppenformel: mLR 30-32, SL 5-8.
- Kiemenreusenzähne: 7-8/12-16.[3]

## Systematik und Taxonomie
Megalamphodus bentosi wurde im Jahr 1908 durch die US-amerikanische Ichthyologin Marion Durbin Ellis (1887–1972) erstmals wissenschaftlich beschrieben. Die Art wurde der Gattung Hyphessobrycon zugeordnet, die sich nur durch die unbeschuppte Schwanzflossenbasis von Hemigrammus unterscheidet. Innerhalb der Gattung Hyphessobrycon gehörte H. bentosi zur Rosy-Tetra-Artengruppe. In aquaristischer Fachliteratur ist Hyphessobrycon bentosi ständig mit anderen Arten aus der Rosy-Tetra-Artengruppe verwechselt worden, besonders häufig mit Hyphessobrycon rosaceus und Hyphessobrycon jackrobertsi (Zwischen 1958 und 2014 unter der Bezeichnung Hyphessobrycon 'robertsi' bekannt). H. rosaceus wurde eine Zeit lang als Unterart von H. bentosi geführt. Um die Verwirrung zu beenden veröffentlichte Axel Zarske, damals Sektionsleiter der Ichthyologie der Senckenberg Naturhistorischen Sammlungen Dresden, im Jahr 2014 eine Neubeschreibung von Hyphessobrycon bentosi und eine Erstbeschreibung von Hyphessobrycon 'robertsi' unter der Bezeichnung Hyphessobrycon jackrobertsi. Der aus der Aquaristik bekannte Schmucksalmler, der in den meisten aquaristischen Fachbüchern als H. bentosi bezeichnet wird, identifizierte Zarske dabei als H. rosaceus. Im Zuge einer 2024 veröffentlichten Revision der „Echten Salmler“ bekam die Rosy-Tetra-Artengruppe den Rang einer eigenständigen Gattung. Als Gattungsname wurde die 1915 durch Eigenmann eingeführte Bezeichnung Megalamphodus revalidiert. Aus Hyphessobrycon bentosi wurde damit Megalamphodus bentosi.